# Charlestón

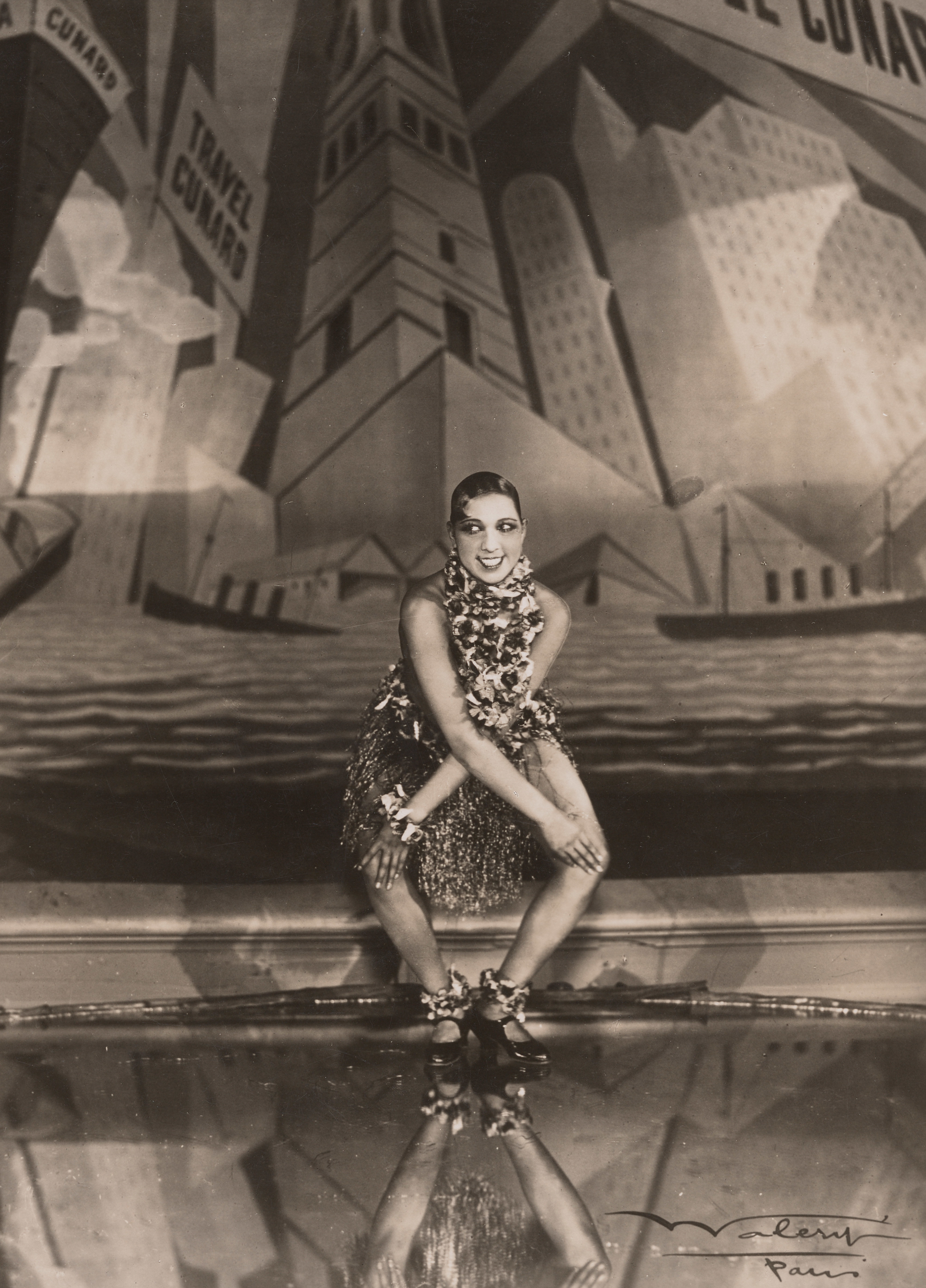
Joséphine Baker bailando el charlestón en el Folies Bergère, París, en 1926.

El charlestón es una variedad del foxtrot que hizo furor en Estados Unidos durante la década de los 20. Es un baile llamado así por la ciudad-puerto de Charleston (Carolina del Sur), ya que fue popularizado por una melodía de 1923 llamada The Charleston, del compositor James P. Johnson. Esta melodía formaba parte del espectáculo de Broadway Runnin' Wild, que fue interpretada entre el 29 de octubre de 1923 y el 28 de junio de 1924 y se convirtió en uno de los éxitos más populares de la década.
El año pico del éxito del charlestón fue desde mediados de 1926 a 1927

## Vestuario
Las mujeres usaban faldas o vestidos  con listones colgando como si fueran pequeños flecos, para hacer notar el movimiento de las bailarinas.
Los hombres usaban trajes negros —generalmente con pequeñas rayas blancas— y corbata de lazo o corbata a elegir.
según antiguas fuentes.

## Historia
El origen de este baile es anterior a su éxito a nivel nacional, ya que parece haberse originado como una danza folclórica de la población de raza negra de los puertos —entre ellos Charleston (Carolina del Sur)— hacia el año 1903. Comenzó a difundirse fuera de ese ámbito en los años 1920, como una forma de diversión y distracción después de la Primera Guerra Mundial.
El charlestón se convirtió en una moda y tuvo gran importancia también en Europa a raíz de su presentación en el musical negro Running Wild, en 1923. Fue un ritmo, y también un símbolo, que caracterizó una época de despreocupación. El charlestón llegó a ser tan popular en Europa, que casi el 80 % de la población lo practicaba y disfrutaba.
El baile Charlestón es originario de Carolina del Sur, en Estados Unidos, en 1903. Aunque fue conocido en los años 20 por una canción llamada 'The Charleston' por James Johnson.

## Baile
El charlestón es una danza bailada en un compás de 4 tiempos, alternando brazos y piernas principalmente, con una gran movilidad en los pies. Se puede bailar acompañado o en solitario, solo que cuando se baila en solitario los movimientos suelen ser más libres y espontáneos. Una de las características principales de este baile es la improvisación y la energía, dado que suele ser duradero y rápido.